# Віньковецька селищна рада
Вінькове́цька се́лищна ра́да — орган місцевого самоврядування Віньковецької селищної громади в Хмельницькому районі Хмельницької області. Розташована у смт Віньківці.

## Склад ради
Рада складається з 30 депутатів та голови.
- Голова ради: Лужняк Володимир Олександрович
- Секретар ради: Олендра Алла Василівна

### Керівний склад попередніх скликань
| Прізвище, ім'я, по батькові  | Основні відомості                                                        | Дата обрання | Дата звільнення |
| ---------------------------- | ------------------------------------------------------------------------ | ------------ | --------------- |
| Ананчук Василь Олександрович | Селищний голова, 1960 року народження, освіта вища, безпартійний         | 26.03.2006   | 31.10.2010      |
| Ананчук Василь Олександрович | Селищний голова, 1960 року народження, освіта вища, член Партії регіонів | 31.10.2010   |                 |

Примітка: таблиця складена за даними сайту Верховної Ради України

### Депутати
За результатами місцевих виборів 2010 року депутатами ради стали:

#### За суб'єктами висування
| Суб'єкт висування                                       | Кількість обраних депутатів | %    |
| ------------------------------------------------------- | --------------------------- | ---- |
| Народна Екологічна партія                               | 9                           | 30   |
| Народна партія                                          | 7                           | 23,3 |
| Партія регіонів                                         | 6                           | 20   |
| Єдиний Центр                                            | 4                           | 13,3 |
| Самовисування                                           | 2                           | 6,7  |
| Політична партія Всеукраїнське об'єднання «Батьківщина» | 1                           | 3,3  |
| Соціалістична партія України                            | 1                           | 3,3  |

#### За округами
| № округу                                                | Прізвище, ім'я, по батькові      | Дата визнання обраним | Освіта             | Партійна приналежність                        | Відомості про обраного депутата                                             |
| ------------------------------------------------------- | -------------------------------- | --------------------- | ------------------ | --------------------------------------------- | --------------------------------------------------------------------------- |
| Єдиний Центр                                            |                                  |                       |                    |                                               |                                                                             |
| 5                                                       | Степанов Аркадій Мартинович      | 01.11.2010            | вища               | позапартійний                                 | ЗАТ «Віньківці сир завод», інженер                                          |
| 14                                                      | Юрчак Василь Володимирович       | 01.11.2010            | середня            | позапартійний                                 | ЗАТ «Віньківці сир завод», завідувач складом                                |
| 20                                                      | Бородата Тетяна Миколаївна       | 01.11.2010            | вища               | член Єдиного Центру                           | Віньковецька районна державна адміністрація, начальник управління економіки |
| 22                                                      | Троян Алла Петрівна              | 01.11.2010            | вища               | член Єдиного Центру                           | Віньковецький центр соціальних служб для сім'ї, молоді, дітей, директор     |
| Народна Екологічна партія                               |                                  |                       |                    |                                               |                                                                             |
| 11                                                      | Заєць Анатолій Миколайович       | 01.11.2010            | середня спеціальна | позапартійний                                 | тимчасово не працює                                                         |
| 13                                                      | Гаман Олександр Якович           | 01.11.2010            | середня            | позапартійний                                 | тимчасово не працює                                                         |
| 15                                                      | Садловський Віктор Станіславович | 01.11.2010            | середня спеціальна | позапартійний                                 | тимчасово не працює                                                         |
| 16                                                      | Почко Валерій Павлович           | 01.11.2010            | середня спеціальна | позапартійний                                 | приватний підприємець                                                       |
| 17                                                      | Мазур Валерій Леонідович         | 01.11.2010            | середня            | позапартійний                                 | приватний підприємець                                                       |
| 19                                                      | Приступа Лілія Володимирівна     | 01.11.2010            | середня спеціальна | позапартійна                                  | тимчасово не працює                                                         |
| 23                                                      | Адаменко Ігор Павлович           | 01.11.2010            | середня спеціальна | позапартійний                                 | приватний підприємець                                                       |
| 24                                                      | Юрчина Іван Дмитрович            | 01.11.2010            | середня            | позапартійний                                 | приватний підприємець                                                       |
| 30                                                      | Коваль Віктор Миколайович        | 01.11.2010            | вища               | позапартійний                                 | Відділ держкомзему, в.о. начальника                                         |
| Народна Партія                                          |                                  |                       |                    |                                               |                                                                             |
| 6                                                       | Гвоздовський Олександр Петрович  | 01.11.2010            | вища               | член Народної партії                          | Віньковецький центр зайнятості, головний спеціаліст                         |
| 8                                                       | Кукурудза Юлія Петрівна          | 01.11.2010            | вища               | член Народної партії                          | ПАТ «Хмельницькгаз», юрист-консультант                                      |
| 18                                                      | Троян Валерій Михайлови          | 01.11.2010            | вища               | член Народної партії                          | Віньковецька ЦРЛ, лікар                                                     |
| 21                                                      | Гегель Леонід Павлович           | 01.11.2010            | вища               | член Народної партії                          | СТОВ «Агрокомрм», директор                                                  |
| 25                                                      | Дрозд Олександр Петрович         | 01.11.2010            | вища               | член Народної партії                          | тимчасово не працює                                                         |
| 28                                                      | Вознюк Сергій Петрович           | 01.11.2010            | середня            | член Народної партії                          | тимчасово не працює                                                         |
| 29                                                      | Матковська Людмила Миколаївна    | 01.11.2010            | вища               | член Народної партії                          | Подолянська загальноосвітня школа, вчитель                                  |
| Партія регіонів                                         |                                  |                       |                    |                                               |                                                                             |
| 1                                                       | Бєлкот Анатолій Юхимович         | 01.11.2010            | вища               | член Партії регіонів                          | Редакція газети «Сільські новини», заступник редактора                      |
| 2                                                       | Приймачук Олена Павлівна         | 01.11.2010            | вища               | член Партії регіонів                          | Віньковецька районна державна адміністрація, керівник апарату               |
| 3                                                       | Свідерок Володимир Іванович      | 01.11.2010            | вища               | позапартійний                                 | Віньковецька селищна рада, секретар                                         |
| 4                                                       | Томак Анатолій Анатолійович      | 01.11.2010            | вища               | член Партії регіонів                          | Віньковецька філія ПАТ «Хмельницькгаз», головний інженер                    |
| 7                                                       | Хмільвський Сергій Петрович      | 01.11.2010            | вища               | член Партії регіонів                          | ПАТ КБ «Приватбанк», керуючий                                               |
| 12                                                      | Хоптяний Володимир Миколайович   | 01.11.2010            | вища               | член Партії регіонів                          | Віньковецька філія ПАТ «Хмельницькгаз», майстер                             |
| Політична партія Всеукраїнське об'єднання «Батьківщина» |                                  |                       |                    |                                               |                                                                             |
| 26                                                      | Осацький Михайло Анатолійович    | 01.11.2010            | середня спеціальна | член Всеукраїнського об'єднання «Батьківщина» | ТОВ «Лад», технік — землевпорядник                                          |
| Соціалістична партія України                            |                                  |                       |                    |                                               |                                                                             |
| 10                                                      | Котик Іван Тадеушович            | 01.11.2010            | незакінчена вища   | позапартійний                                 | Районний будинок культури, методист                                         |
| Самовисування                                           |                                  |                       |                    |                                               |                                                                             |
| 9                                                       | Олендра Алла Василівна           | 01.11.2010            | вища               | член Всеукраїнського об'єднання «Батьківщина» | тимчасово не працює                                                         |
| 27                                                      | Павлюк Володимир Анатолійович    | 01.11.2010            | вища               | член Народної партії                          | Відділ держкомзему, провідний спеціаліст                                    |